# Liste der Wappen der Bezirksgemeinschaft Überetsch-Unterland
Die Liste der Wappen der Bezirksgemeinschaft Überetsch-Unterland beinhaltet alle in der Wikipedia gelisteten Wappen der Bezirksgemeinschaft Überetsch-Unterland in Südtirol in Italien. In dieser Liste werden die Wappen mit dem Gemeindelink angezeigt.

## Wappen der Bezirksgemeinschaft Überetsch-Unterland
Die Wappen der Bezirksgemeinschaft Überetsch-Unterland

Aldein
Altrei
Andrian
Auer
Eppan
Kaltern
Kurtatsch
Kurtinig
Leifers
Margreid
Montan
Neumarkt
Salurn
Terlan
Tramin
Truden